# Daniel R. Tilden

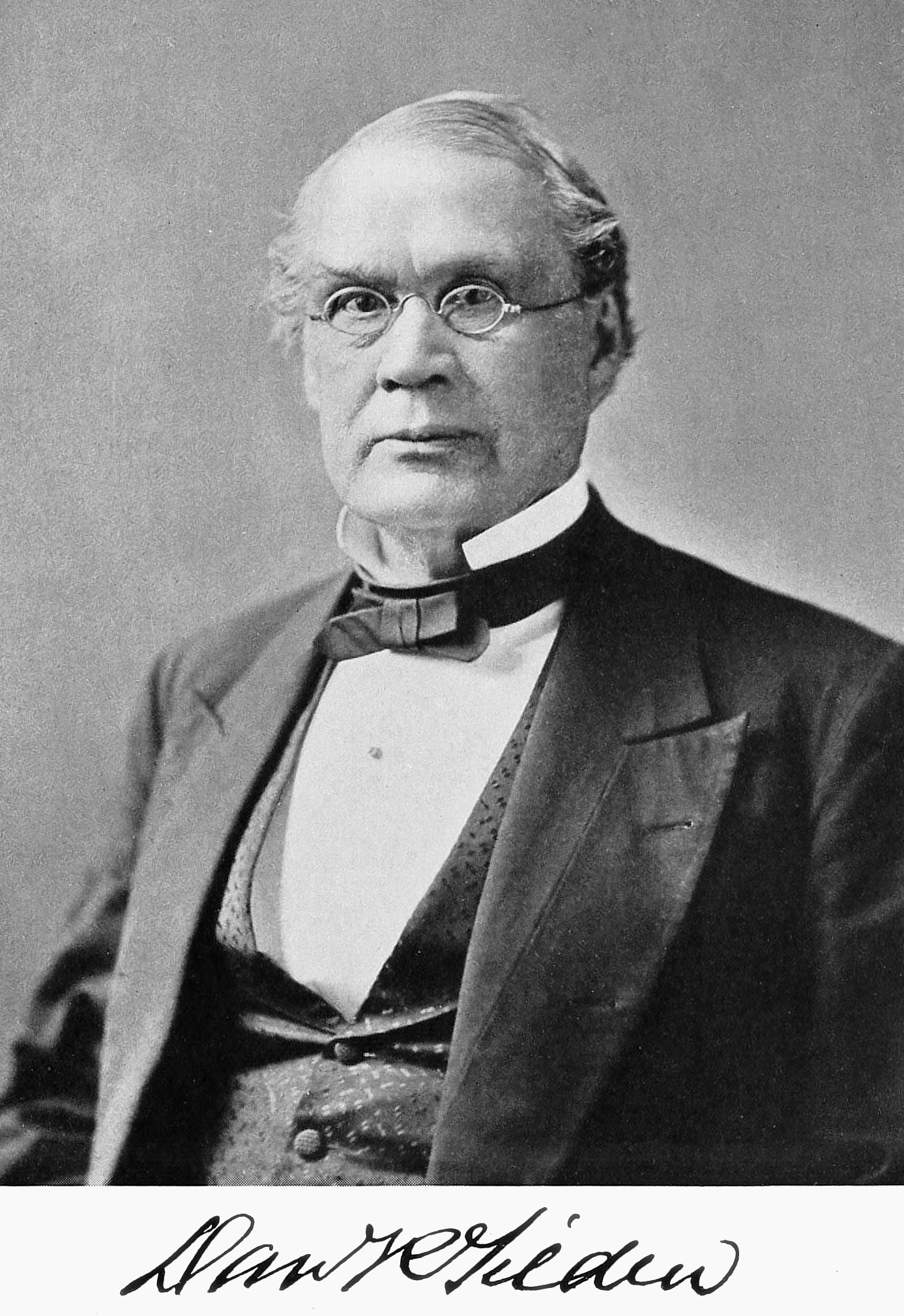
Daniel R. Tilden

Daniel Rose Tilden (* 5. November 1804 in Lebanon, New London County, Connecticut; † 4. März 1890 in Cleveland, Ohio) war ein US-amerikanischer Politiker der United States Whig Party. Vom 4. März 1843 bis zum 3. März 1847 war er Mitglied des Repräsentantenhauses der Vereinigten Staaten für den 19. Kongressdistrikt des Bundesstaates Ohio.

## Biografie
Tilden wurde in Lebanon geboren. Dort besuchte er die örtlichen, öffentlichen Schulen. Einige Jahre lebte er in Virginia und South Carolina. 1828 zog er nach Ohio um, wo er sich zunächst in Garrettsville und später in Warren niederließ. Gemeinsam mit Rufus P. Spalding studierte er Jura. 1836 wurden beide als Rechtsanwälte zugelassen. Zusammen eröffneten sie eine Kanzlei in Ravenna. Tilden war dann von 1838 bis 1841 Staatsanwalt im Portage County. 
Als Vertreter der Whig Party wurde Tilden 1843 erstmals ins US-Repräsentantenhaus gewählt. Er konnte seinen Sitz einmal verteidigen. 1847 schied er wieder aus dem House aus. 1852 zog er nach Cleveland um. Von 1855 bis 1888 war Tilden als Richter im Cuyahoga County tätig. 1890 starb er in Cleveland.
Tilden war zeit seines Lebens drei Mal verheiratet. Die letzte Ehe schloss er mit Cornelia Lossing. Alle Ehen blieben kinderlos.